# Emmanuel Iyogun
Pas d'image ? Cliquez ici

a Compétitions nationales et continentales officielles uniquement.

b Matchs officiels uniquement.
Dernière mise à jour le 15 décembre 2024.
Emmanuel Iyogun, né le 24 novembre 2000 à Madrid (Espagne), est un joueur anglais de rugby à XV jouant au poste de pilier gauche aux Northampton Saints.

## Biographie

### Jeunesse et formation
Emmanuel Iyogun est originaire du Nigeria mais naît à Madrid en Espagne puis grandit à Basildon en Angleterre. Il joue d'abord au football jusqu'à ses 14 ans puis décide de se tourner vers le rugby à XV. Il commence ce sport au Basildon RFC où il joue quelques matchs avant de rejoindre le Southend RFC. Il évolue du poste de centre, au poste de troisième ligne centre. Il est ensuite repéré par les Northampton Saints qui le recrutent, à l'âge de 15 ans. Il devient le capitaine des moins de 18 ans du club et est repositionné en tant que pilier.

### Carrière en club
Emmanuel Iyogun fait ses débuts professionnels en 2020, au cours de la saison 2019-2020 lors d'un match de Premiership contre les Leicester Tigers puis joue un quart de finale de Coupe d'Europe contre les Exeter Chiefs. Il est à ce moment-là âgé de 19 ans,. À la fin de cette saison, il est élu révélation de la saison de son club.
En 2021, il est prêté aux Bedford Blues en deuxième division anglaise où il progresse beaucoup.
Il s'impose aux Northampton Saints durant la saison 2021-2022 durant laquelle il joue 25 matchs dont une demi-finale de Premiership perdue contre les Leicester Tigers,. Au début de la saison 2022-2023, il signe un contrat à long terme avec son club formateur. À la mi-saison, au mois de janvier, il se blesse au tendon d'Achille ce qui met fin à sa saison.
Durant la saison 2023-2024, il joue la demi-finale de Champions Cup perdue contre le Leinster. Le mois suivant, il entre en jeu durant la finale du championnat remportée 25 à 21 contre Bath Rugby,.
Au cours de la saison 2024-2025, il manque plusieurs mois de compétition à cause de blessures. À la mi-saison, il prolonge son contrat avec son club formateur.

### Carrière internationale
En 2020, il est sélectionné en équipe d'Angleterre des moins de 20 ans pour participer au Tournoi des Six Nations des moins de 20 ans 2020.
Au mois de juillet 2024, il est appelé pour la première fois en équipe d'Angleterre pour la tournée estivale afin de remplacer Joe Marler qui doit quitter le groupe à cause d'une blessure. Il ne joue pas avec la sélection durant cette tournée.
En novembre 2024, il est sélectionné en équipe d'Angleterre A pour affronter l'Australie A (en). Il remplace Asher Opoku-Fordjour dans cette rencontre remportée 38 à 17.

## Palmarès
- Vainqueur du Championnat d'Angleterre en 2024 avec les Northampton Saints.
- Finaliste de la Champions Cup en 2025 avec les Northampton Saints.